# Газозбірна виробка
Газозбірна виробка (рос.газосборная выработка, англ. gas collector mining, gas collector entry; нім. Gasaufnehmer m) – виробка спеціального призначення для збирання газу, який виділяється з вугільного пласта або порід.